# Hannah González
Hannah González (Cali, 21 de noviembre de 1990) es una disc jockey de música electrónica, productora musical y modelo colombiana.

## Su carrera como Dj
Hannah González inició su carrera como Dj a los 15 años, tiempo en el que adoptó el nombre de Liz González. Durante sus primeros años de carrera interpretó estilos como el Vocal House y el Progressive House, razón por la cual logró ser invitada a mezclar en festivales de música electrónica en distintas ciudades de Colombia.
Una vez que comenzó a rotar en la variada escena electrónica de su país acogió de manera definitiva el seudónimo de Deejane HannaH.
En 2009 participó como artista principal en el festival de música electrónica Rotofest de Ecuador, producción que albergó más de 7 mil personas.
Durante el mismo año realizó en exclusiva una serie de sets para el programa de radio Electroemite de Medellín. medio que frecuentemente invita a mezclar a los nuevos talentos de Colombia.
En 2010 lanzó sus álbumes, Orgasmic Sessions donde incluyó dos volúmenes y Elitech, también con dos entregas, trabajos que la llevaron a ser invitada a presentarse en Ecuador, Panamá, Argentina y en Punta Cana República Dominicana, donde compartió escenario junto al grupo inglés Franz Ferdinand. Luego de esa gira fue invitada a presentarse junto a Dj Umek en una presentación realizada en Medellín.
Terminando el año 2011 realiza su octava producción llamada Happy Birthday To Me y es invitada a representar a Colombia en Guatemala junto a la dj oficial de la mansión Playboy USA Dj Rihanon
A comienzos del 2012 publicó su primer set comercial en iTunes llamado Dance or Die,  con el que vuelve al House original con el que comenzó su carrera. Meses después publicó Dance or Die volumen 2 en la misma plataforma, con el cual completó su álbum; Además a eso realizó el lanzamiento de su página web deejanehannah.com.
En mayo del mismo año se presentó en Tegucigalpa, Honduras en la fiesta electrónica organizada por Cerveza Barena.
Dado su reconocimiento internacional el 2013 es invitada a participar en el Winter Music Conference que se celebra cada año en Miami para luego compartir escenario con Steve Aoki en Ecuador.

## Premios
En 2011 Hannah González ganó un concurso de popularidad en Twitter organizado por PremiosTwCo y auspiciado por Samsung Mobile Colombia en las categorías Twittero Dj y Twittera Sexy.
En diciembre del año 2012 el periódico Publimetro México convocó, mediante su edición digital e impresa, una elección publica para conocer cual fue la Miss Twitter 2012 según sus lectores, en la cual Hannah González resultó ser una de las 10 finalistas de esa primera fase. En la etapa decisiva Hannah González resultó ser la ganadora al superar a sus competidoras con más de un 54% de las preferencias.

## Sencillos
- Hipnotik (2011)
- My Roots (2011)
- Elixir (2011)
- Happy Birthday to Me (2011)

## Álbumes mezclados
- Orgasmic Vol. 1 (2010)
- Orgasmic Vol. 2 (2010)
- Elitech Vol. 1 (2010)
- Elitech Vol. 2 (2010)
- Dance or Die Vol.1 (2012)
- Dance or Die Vol.2 (2012)
- Partylicious (Radio Show) (2013)